# Берестовицька сільська рада
Берестовицька сільська рада — адміністративно-територіальна одиниця Берестовицького району Гродненської області Білорусь. Адміністративний центр — смт Велика Берестовиця (не входить до складу сільської ради). Голова сільської ради — Дикевич Віра Костянтинівна, управляюча ділами — Суродіна Інна Олександрівна.
Створений у 19 січня 1996 року.

## Населені пункти
Сільській раді підпорядковані 10 населених пунктів:
- село Білий Дворик
- село Бреставчани
- село Галинка
- село Івашківці
- село Йодзичі
- село Кашанці
- село Клюківці
- село Кулі
- село Непарожнівці
- село Поплавці
- село Плюскалівці
- село Хмеліска
- село Шаляпки

## Економіка
На території сільської ради розташовані такі промислові та сільськогосподарські установи:
- СВК «Малоберестовіцький елітхоз» - елітне насіння картоплі, виробництво молока, м'яса та вирощуванням зернових культур,
- Філія ВАТ «Молочний Світ» СПП «Агросвіт» - виробництво молока, м'яса та вирощування зернових культур.
- Агросадиба «Тихі ставки»

## Соціальна сфера
На території сільської ради розташована державна освітня установа «Навчально-педагогічний комплекс Конюховскій ясла сад - середня загальноосвітня школа», в якому в 2011 році навчалося 72 школяра та 26 дошкільнят.
Також працюють:
- Конюховскій ФАП
- Конюховскій СДК
- Сільська бібліотека